# Gasværkshavnen
Gasværkshavnen (gasverkshamnen) är en farled och hamnbassäng i Köpenhamns hamn i Köpenhamn i Danmark.
Den byggdes i slutet av 1800-talet vid Kalveboderne som ersättning för en hamn med samma namn från 1873 som fyllts upp för att ge plats till järnvägen. Kolen transporterades från hamnen till gasverket med hjälp av en 800 meter lång linbana. Den  försvann när gasverket lades ner år 1927 men kol lossades i hamnen till någon gång på 1960-talet.